# Adrian (Georgia)
Adrian is een plaats (city) in de Amerikaanse staat Georgia, en valt bestuurlijk gezien onder Emanuel County en Johnson County.

## Demografie
Bij de volkstelling in 2000 werd het aantal inwoners vastgesteld op 579.
In 2006 is het aantal inwoners door het United States Census Bureau geschat op 575, een daling van 4 (-0,7%).

## Geografie
Volgens het United States Census Bureau beslaat de plaats een oppervlakte van
3,7 km², waarvan 3,6 km² land en 0,1 km² water. Adrian ligt op ongeveer 103 m boven zeeniveau.

## Plaatsen in de nabije omgeving
De onderstaande figuur toont nabijgelegen plaatsen in een straal van 28 km rond Adrian.